# Drużynowe mistrzostwa Bałkanów w szachach
Drużynowe mistrzostwa Bałkanów w szachach – turnieje szachowe, organizowane w latach 1946–1947 oraz 1971–1994 (nie corocznie), mające na celu wyłonienie najlepszych narodowych drużyn spośród państw bałkańskich. 
Zawody rozgrywano w konkurencjach mężczyzn, kobiet, juniorów i juniorek (w niektórych latach nie rozgrywano turniejów we wszystkich konkurencjach), systemem kołowym lub dwukołowym. Odbyły się 23 edycje mistrzostw w konkurencji mężczyzn, w których uczestniczyły reprezentacje: Albanii, Bułgarii, Grecji, Jugosławii, Rumunii, Turcji oraz Węgier (najwięcej zwycięstw odnieśli Jugosłowianie – 12). Pierwsze mistrzostwa w konkurencji kobiet rozegrano w 1977 roku. Łącznie odbyło się 15 edycji, w których uczestniczyły reprezentacje: Albanii, Bułgarii, Grecji, Jugosławii, Rumunii oraz Turcji (najwięcej zwycięstw odniosły Bułgarki – 9).
Indywidualnie, najwięcej startów odnotowali: wśród mężczyzn: Florin Gheorghiu (15 razy), Mihail-Viorel Ghindǎ i Iwan Radułow (po 14) oraz Theodor Ghițescu (13), a wśród kobiet (dane niekompletne): Margarita Wojska (min. 8 razy) oraz Marina Makropoulou (min. 6).